# Tema dels Armeníacs
El tema dels Armeníacs (grec medieval: θέμα Ἀρμενιάκων, Thema Armienàkon) fou un tema de l'Imperi Romà d'Orient entre mitjans del segle vii i la seva conquesta pels seljúcides a finals del segle xi. Juntament amb la resta de temes originals, fou creat a partir de les restes d'un dels exèrcits d'operacions de l'antic exèrcit romà d'Orient després de les derrotes calamitoses que patí l'imperi en la primera onada de les conquestes musulmanes, en un procés que probablement es completà a finals de la dècada del 640. Així doncs, l'exèrcit del mestre dels soldats d'Armènia (els armeníacs) fou dissolt i els seus soldats s'establiren en parts del Pont, Paflagònia i Capadòcia, d'on ve el nom del tema.